# Bombroekmolen
De Bombroekmolen is een voormalige watermolen op de Mombeek, gelegen nabij het gehucht Daaleinde aan Bombroekstraat 10 te Kortessem.
De onderslagmolen, die als korenmolen fungeerde, wordt al vermeld in 1293. Het was vanouds de banmolen van het landgoed Bombroek, dat in de 14e eeuw toebehoorde aan het geslacht Van Printhagen. Er was ook een rosmolen die kon fungeren als er te weinig water was. Deze bestond reeds vóór 1844 en werd in 1870 opgeheven.
In 1955 werd het molenbedrijf beëindigd. Het molenhuis werd omgebouwd tot woonhuis, waarbij de inrichting werd verwijderd. In 2002 brak de molenas. Daarna werd het houten rad met metalen schoepen vernieuwd. De Mombeek stroomt echter niet meer langs de molen. Het betonnen sluiswerk uit 1944 is echter nog aanwezig. De bijbehorende dienstvleugel, met opslagplaatsen en stallingen, werd in 1990 omgebouwd tot restaurant. Het geheel is wit geschilderd.
In de nabijheid van de molen ligt het molenaarshuis, een herenhuis uit het begin van de 19e eeuw. Het is waarschijnlijk opgetrokken nadat het Kasteel Bombroek werd gesloopt. Voor dit huis bevindt zich een molenvijver, die een restant is van de omgrachting van het vroegere kasteel.